# Василенко Марко Сергійович
Марко Сергійович (Савелійович) Василенко (нар. 4 березня 1895, село Виповзів Остерського повіту Чернігівської губернії, тепер Козелецького району Чернігівської області — розстріляний 25 жовтня 1937, село Биківня біля Києва) — український радянський діяч, секретар Президії ВУЦВК, голова Київського облвиконкому, народний комісар фінансів Української СРР. Член Центральної Контрольної Комісії КП(б)У в червні 1930 — січні 1934 р. Член ЦК КП(б)У в січні 1934 — серпні 1937 р.

## Біографія
Народився у селянській родині. До 1915 року проживав у рідному селі, працював рибалкою, теслею та наймитом на сезонних роботах.
У 1915—1917 роках — матрос-мінер російського Чорноморського флоту, учасник Першої Світової війни. У 1917 році брав участь в організації Чорноморського матроського комітету.
З 1918 року — активний учасник революційної боротьби в Остерському повіті Чернігівської губернії. У 1918 році арештовувався Державною вартою гетьмана Скоропадського. Переховувався від влади, організував партизанський загін в Остерському повіті.
У 1919 році працював у надзвичайній комісії (ЧК), обирався заступником голови і головою Остерської повітової ЧК, членом Остерського повітового виконкому. Був інструктором Чернігівської губернської ЧК, уповноваженим особливого відділу ВЧК армії в інтернаціональній бригаді. Після окупації Чернігівщини військами Денікіна у серпні 1919 року очолював партизанський загін у Остерському повіті. Член РКП(б) з серпня 1919 року.
У грудні 1919 — січні 1920 року — начальник Секретного відділу, заступник голови Остерського повітового виконавчого комітету. У січні — березні 1920 року — завідувач Секретно-оперативного відділу ЧК, заступник голови Остерської повітової ЧК. У березні — червні 1920 року — голова Остерської повітової ЧК. У червні — вересні 1920 року — голова виконавчого комітету Остерської повітової ради, організатор з роботи на селі Остерського повіту при Чернігівському губернському комітеті КП(б)У.
У жовтні 1920 — серпні 1921 року — голова Борзнянського повітового революційного комітету і голова виконавчого комітету Борзнянської повітової ради Чернігівської губернії. У серпні 1921 — січні 1923 року — голова виконавчого комітету Остерської повітової ради Чернігівської губернії.
У січні — березні 1923 року — голова виконавчого комітету Ніжинської повітової ради Чернігівської губернії. У березні — листопаді 1923 року — голова виконавчого комітету Ніжинської окружної ради Чернігівської губернії.
У листопаді 1923 — червні 1924 року — завідувач відділу управління, заступник голови виконавчого комітету Чернігівської губернської Ради. У червні — серпні 1924 року — тво. голови виконавчого комітету Чернігівської губернської Ради.
У вересні 1924 — травні 1925 року — слухач Курсів марксизму при ЦК КП(б)У. У червні — грудні 1925 року — відповідальний інструктор ЦК КП(б)У.
У грудні 1925 — травні 1928 року — голова виконавчого комітету Бердичівської окружної Ради.
У червні — грудні 1928 року — відповідальний секретар Білоцерківського окружного комітету КП(б) України.
У січні 1929 — 10 лютого 1932 року — секретар Президії Всеукраїнського ЦВК.
У лютому — липні 1932 року — голова Організаційного комітету ВУЦВК по Київській області. У липні 1932 — липні 1937 року — голова виконавчого комітету Київської обласної Ради.
У липні — серпні 1937 року — народний комісар фінансів Української СРР.
Делегат XVII з'їзду ВКП(б). Член комісії із складання Конституції СРСР.
13 серпня 1937 року заарештований органами НКВС. Розстріляний у селі Биківня Київської області.

## Нагороди
- орден Леніна № 1771 (1935) — «за выдающиеся успехи в области сельского хозяйства и за перевыполнение государственных планов по сельскому хозяйству».